# Queer Palm

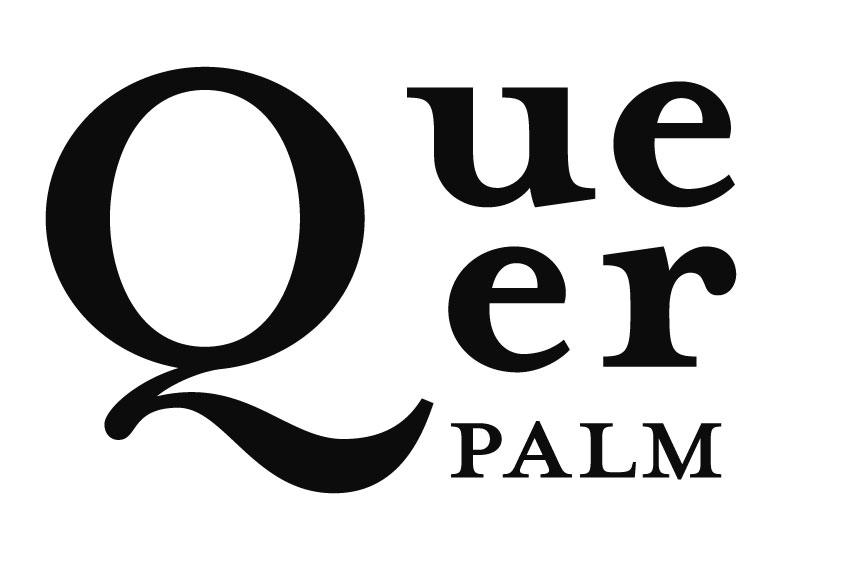
Logo ceny

Queer Palm je ocenění v oblasti kinematografie s gay, lesbickou, bisexuální a transgender tematikou, které je od roku 2010 udělováno v rámci mezinárodního filmového festivalu v Cannes. Oceněn je jeden z filmů, které jsou v daném ročníku účastny ve všech sekcích: oficiální, Un certain regard, Semaine de la critique, Quinzaine des réalisateurs a ACID.

## Historie
Cenu založili v roce 2010 novinář Franck Finance-Madureira a režiséři Olivier Ducastel a Jacques Martineau.

## Ocenění
2010
- Kaboom – režie: Gregg Araki,  Spojené státy americké /  Francie

2011
- Krása (Beauty) – režie: Oliver Hermanus,  Jižní Afrika /  Francie

2012
- Nejlepší celovečerní film: Laurence Anyways – režie: Xavier Dolan,  Kanada
- Nejlepší krátký film: To není film o kovbojích (Ce n'est pas un film de cow-boys) – režie: Benjamin Parent,  Francie

2013
- Neznámý od jezera (L'Inconnu du lac) – režie: Alain Guiraudie,  Francie

2014
- Pride – režie: Matthew Warchus,  Spojené království

2015
- Carol – režie: Todd Haynes,  Spojené království /  Spojené státy americké

2016
- Nejlepší celovečerní film: Les vies de Thérèse – režie: Sébastien Lifshitz,  Francie
- Nejlepší krátký film: Gabber Lover – režie: Anna Cazenave-Cambet,  Francie

2017
- Nejlepší celovečerní film: 120 BPM – režie: Robin Campillo,  Francie
- Nejlepší krátký film: Ostrovy (Les Îles) – režie: Yann Gonzalez,  Francie

2018
- Nejlepší celovečerní film: Dívka (Girl) – režie: Lukas Dhont,  Belgie /  Nizozemsko
- Nejlepší krátký film: Sirotek (O órfão) – režie: Carolina Markowicz,  Brazílie

2019
- Nejlepší celovečerní film: Portrét dívky v plamenech (Portrait de la jeune fille en feu) – režie: Céline Sciamma,  Francie
- Nejlepší krátký film: Do nebe daleko (The Distance Between Us and the Sky) – režie: Vasílis Kekátos,  Řecko

2020
Festival se kvůli restrikcím spojeným s pandemií covidu-19 nekonal.
2021
- Nejlepší celovečerní film: La Fracture – režie: Catherine Corsini,  Francie
- Nejlepší krátký film: 
  - La caída del vencejo (The Fall of the Swift) – režie: Gonzalo Quincoces,  Španělsko
  - Frida – režie: Aleksandra Odic,  Německo

2022
- Nejlepší celovečerní film: Joyland – režie: Saim Sadeq,  Pákistán
- Nejlepší krátký film: Dang Wo Wang Xiang Ni De Shi Hou – režie: Shuli Huang,  Čína

2023
- Nejlepší celovečerní film: Netvor (Kaibutsu) – režie: Hirokazu Kore-eda,  Japonsko
- Nejlepší krátký film: Boléro – režie: Nans Laborde-Jourdàa,  Francie

2024
- Nejlepší celovečerní film: Trei kilometri pana la capatul lumii – režie: Emanuel Pârvu,  Rumunsko
- Nejlepší krátký film: Las novias del sur – režie: Elena López Riera,  Španělsko